# Textpattern
Textpattern — система управления содержимым (CMS) c открытым исходным кодом, распространяемая под лицензией GNU GPL. Сфера применения — от блогов до достаточно сложных новостных ресурсов и корпоративных сайтов. Первоначально проект начал разрабатывать Dean Allen. Textpattern написан на PHP и использует MySQL для хранения данных. Текущая стабильная версия — Textpattern 4.8.8.

## Возможности
Некоторые отличительные особенности Textpattern:
- встроенный редактор CSS;
- использование конвертора Textile, позволяющего пользователям размечать текст без изучения HTML;
- предварительный просмотр публикуемой заметки и её представления в XHTML;
- базовые шаблоны страниц созданы в соответствии со стандартами W3C;
- основанная на собственных тегах система создания шаблонов позволяет многократно использовать фрагменты кода или наполнения и включает т. н. «компоновщик тегов» для автоматизации процесса редактирования;
- разграничение прав пользователей, позволяющее организовать структуру издателей, редакторов, дизайнеров для совместной работы;
- система комментариев к статьям, включающая средства борьбы со спамом;
- встроенная система статистики, включающая отслеживание перенаправлений;
- трансляция наполнения сайта через RSS и Atom.
- расширяемая архитектура, позволяющая использовать плагины для добавления функциональности любой части системы, включая административную;
- интегрированная система управления ссылками;
- интегрированная система управления изображениями, позволяющая связывать изображение с определённой частью содержания;
- интегрированная система управления файлами, позволяющая загружать их через собственный интерфейс.
- разделение наполнения и представления с помощью концепции «секций» для представления и «категорий» для организации наполнения.
- использование кодировки UTF-8 и поддержка большого количества языков, включая Английский, Французский, Итальянский, Немецкий, Чешский, Японский, Эстонский, Латышский, Голландский, Норвежский, Датский, Португальский, Каталонский, Польский, Словацкий, Индонезийский, Шведский, Исландский, Русский и Греческий (включая поддержку polytonic).

## Семантика текстпаттерна
Основной контент сайта под управлением текстпаттерна сохраняется в виде статей (дополнительными видами контента являются ссылки, изображения и файлы). Каждая статья принадлежит к той или иной секции, а также одной или двум категориям (существуют плагины, позволяющие увеличить число связываемых со статьёй категорий), пользователи могут писать комментарии к статьям (если это разрешено в настройках сайта и секции).
Категории служат для семантической катологизации и могут быть связаны между собой в древовидную иерархию.
Секции — основной способ организации разделов сайта — с каждой секцией может быть связан собственный веб-шаблон и CSS-стиль, с точки зрения URI они могут быть представлены в виде виртуальных каталогов сайта (имеется возможность изменить привязку URI к страницам сайта с помощью механизма плагинов, например включив в неё категории).
HTML-шаблоны организуются с помощью механизма страниц и включаемых в них форм. Собственно содержание сайта внутри шаблонов размещается с помощью имеющих XML-синтаксис тегов текстпаттерна. Это достаточно мощный механизм, с помощью которого на сайте под управлением CMS Textpattern организуются различные меню, списки статей и прочая логика работы. Пользователь может расширять CMS собственными тегами с помощью плагинов.

## История
Первоначально Textpattern использовался Дином Алленом как система управления своим сайтом Textism. Для широкого круга пользователей и разработчиков система стала доступна в 2001 году как альфа-версия. После достаточно длительного этапа разработки 7 июня 2004 система стала свободно распространяемой по лицензии GPL.
Пройдя в своём развитии альфа-, бета- и гамма-версии, в сентябре 2004 года система получила статус Release Candidate, под которым было выпущено ещё 4 версии. C выпуском Release Candidate 3 к Дину Аллену присоединились Alex Shiels и Pedro Palazón, которые в настоящий момент с Дином уже (2011 год) не являются разработчиками системы.
Наконец, 14 августа 2005 года была выпущена первая стабильная версия, которой было присвоено название «Textpattern 4.0».
К настоящему времени первоначальные авторы отошли от разработки: Аллен и Palazón в 2006, Shiels в 2007, Yurdagül в 2009. На январь 2012 разработчиками являются Stef Dawson, Jeff Soo, Sam Weiss и Robert Wetzlmayr. Рууд ван Мелик сохраняет активность как «почетный разработчик».
1 февраля 2011 года CMS заняла второе место на Dreamhost one-click app contest.